# Eliza Acton

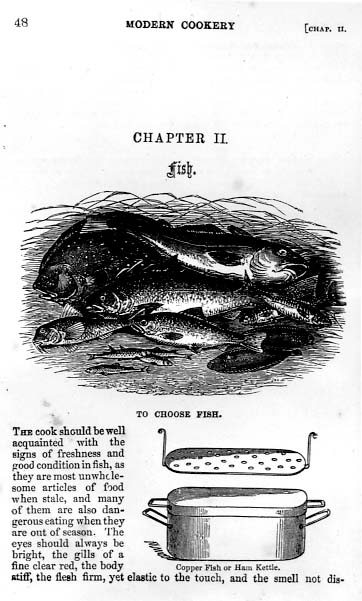
Seite aus Modern Cookery for Private Families von Eliza Acton (London: Longmans, Green, Reader, and Dyer, 1871, S. 48)

Eliza (Elizabeth) Acton (* 17. April 1799; † 13. Februar 1859) war eine englische Köchin, die eines der ersten englischen Kochbücher verfasste, das sich an private Haushalte richtete, Modern Cookery for Private Families. Eliza Acton war auch eine romantische Dichterin.

## Leben
Eliza Acton verbrachte ihre Kindheit in Suffolk, wo die Familie ihres Vaters lebte, und verbrachte später einige Zeit in Frankreich. Als erwachsene Frau wohnte sie in Tonbridge und in Hampstead. Sie heiratete nicht und lebte den größten Teil ihres Lebens zusammen mit ihrer Mutter in einem Haushalt.
Modern Cookery for Private Families erschien erstmals 1845 und in einer überarbeiteten Auflage 1855. 1857 folgte The English Bread Book. Actons Modern Cookery for Private Families blieb bis zum Ende des 19. Jahrhunderts in Druck. 1994 wurde es als Nachdruck wieder aufgelegt.
In diesem Buch gebrauchte sie erstmals die Form, alle Zutaten am Anfang eines Rezeptes aufzulisten, die sich später universell durchgesetzt hat. Zudem wurden erstmals konkrete Maßangaben über die zu verwendenden Mengen und genaue Koch- und Backzeiten angegeben. Das Buch diente unter anderem als Quelle für Isabella Beeton, die zahlreiche Rezepte aus Actons Kochbuch und aus dem Brotbackbuch für ihr berühmtes Werk Book of Household Management übernahm.
„Das große Lob, das ihr Werk auf sich zog, beruht auf einer Kombination aus elegantem, präzisem und klarem Schreibstil auf der einen Seite und akribischer und aufmerksamer Arbeit in der Küche auf der anderen Seite.“
Viele von Actons Rezepten im Hauptteil des Buches sind erkennbar französischen Ursprungs. Es gibt außerdem noch einen Teil mit dem Titel „Foreign and Jewish Cookery“.

## Werke
- Poems, Ipswich 1826.
- Modern Cookery for Private Families, London 1845.
- The English Bread Book, 1857
- Modern Cookery, in All Its Branches: Reduced to a System of Easy Practice, 1858